# Griechische Architektur

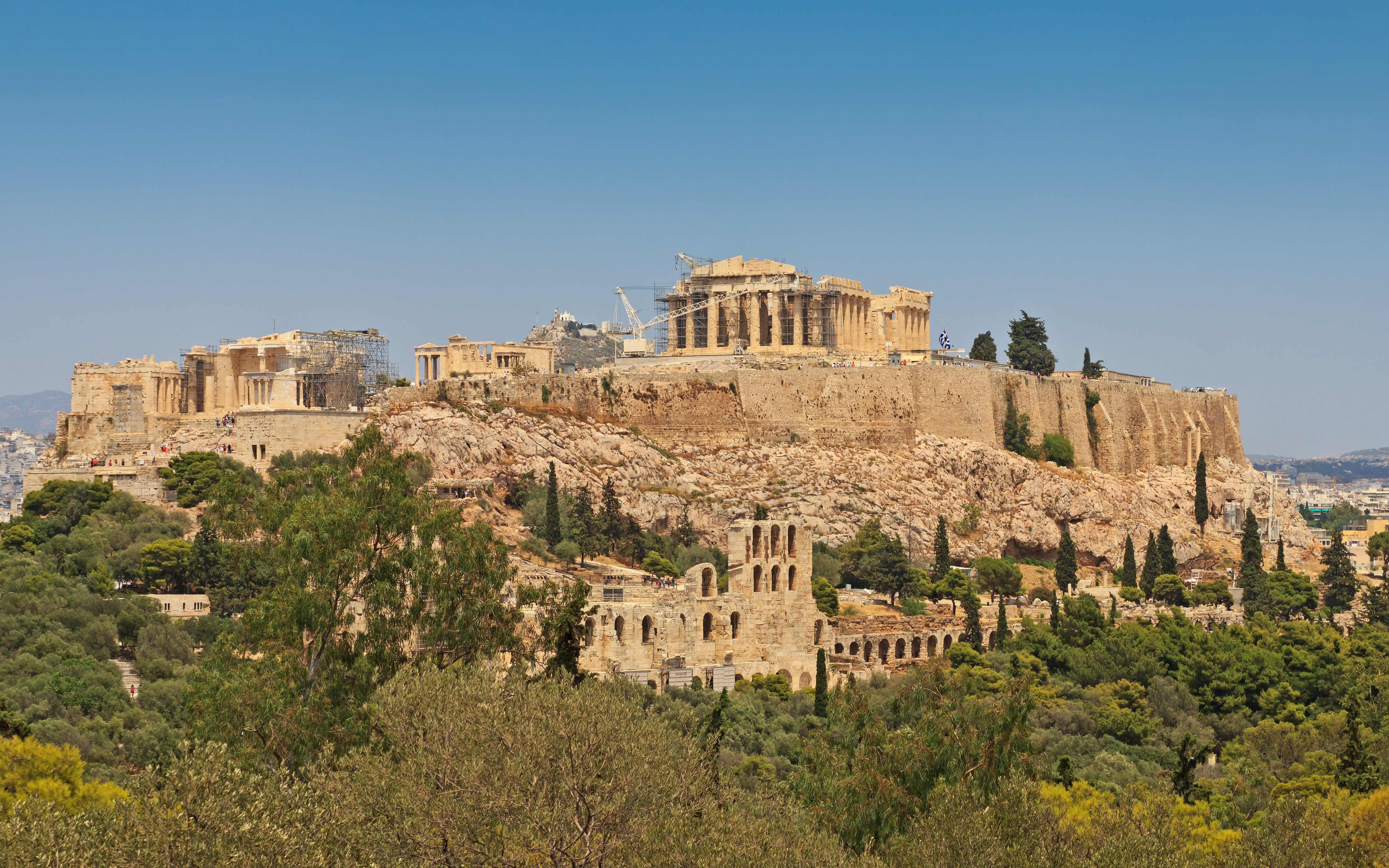
Die Akropolis in Athen

Griechische Architektur der Antike ist in ihrer Frühzeit die Architektur des antiken griechischen Siedlungsgebietes in Griechenland, auf den ägäischen Inseln, des griechisch besiedelten Teils Kleinasiens sowie Unteritaliens und Siziliens. Spätestens ab hellenistischer Zeit ist sie im weiteren Sinn die Architektur des griechisch beeinflussten Kulturraumes von Nubien bis zur Krim, vom Pandschab bis nach Sizilien. Das griechische Element, das ab dem frühen 9. Jahrhundert v. Chr. bis zum Prinzipat des Augustus wirksam ist, dann aber an Einfluss verliert, stellt den hierbei nötigen Zusammenhang her.

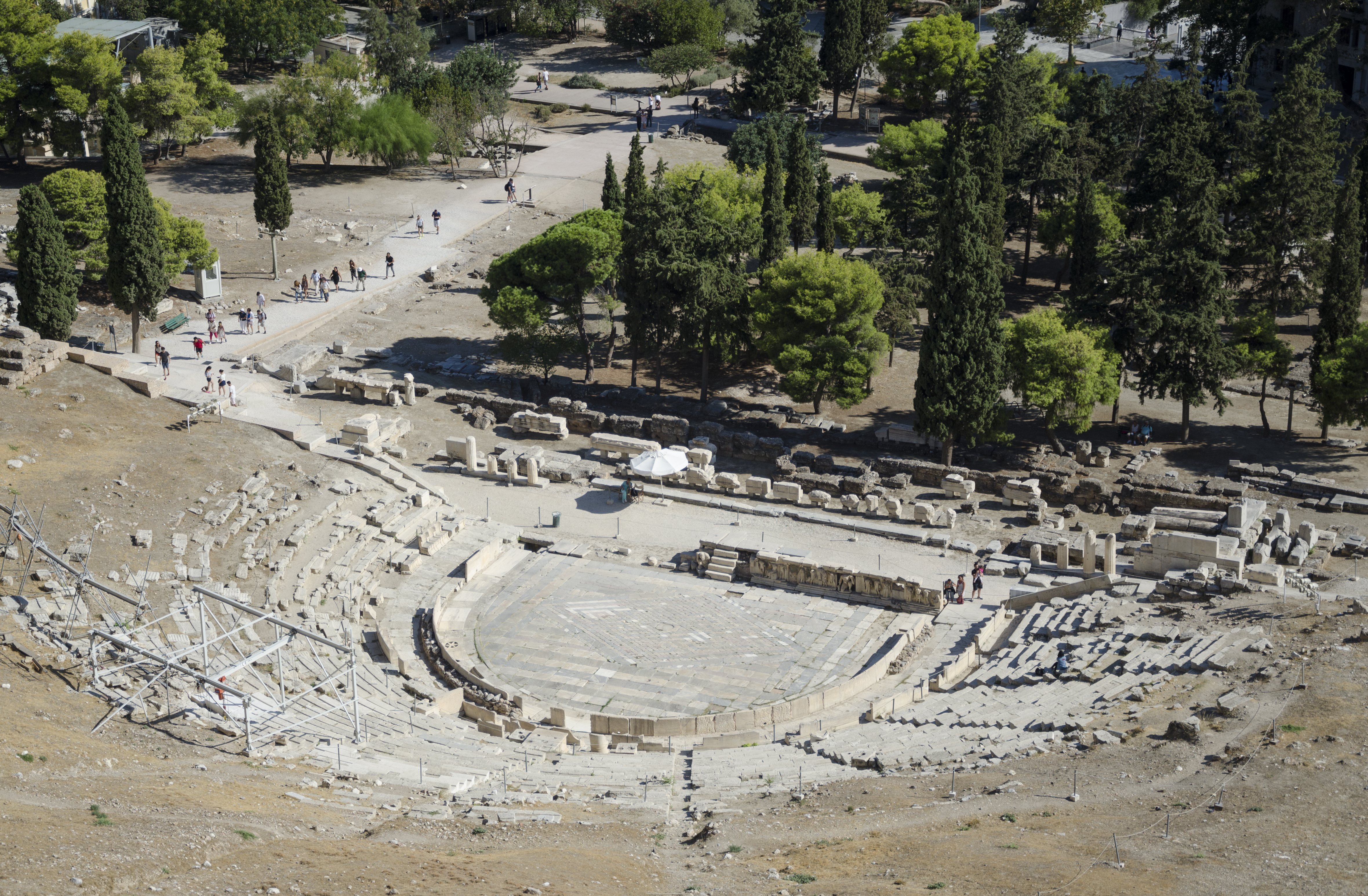
Das Dionysostheater in Athen

Griechische Architektur spiegelt die geschichtlichen Vorgänge der griechischen Antike wider. Aufgrund der für das antike Griechenland typischen Gemeinschaftsform, der Polis, ist sie – wo sie in öffentlichem Auftrag errichtet wurde – in erster Linie eine städtische Architektur – also Ausdruck einer theoretisch wie faktisch begrenzten politischen Gemeinschaft. In diesem Zusammenhang verwundert wenig, dass die ersten Bauten oder Großbauten Tempel oder Tempelanlagen darstellten, da Religion die Geschlossenheit der Gemeinschaft, der Polis, und das verbindende Element über die Polis hinaus zu anderen Poleis und somit zu einem Wir-Gefühl aller Griechen gewährte.
Die Bauaufgaben beschränkten sich nicht nur auf den Tempelbau, auch wenn dessen Zeugnisse heute geradezu stellvertretend für griechische Architektur angesehen werden. Darüber hinaus war griechische Architektur Privatarchitektur, war sie Architektur von Vereinen und Genossenschaften. Es gab eine Vielzahl verschiedener Gebäudetypen und Bauaufgaben: Theater, Bouleuterien, Ekklesiasterien und Gebäude für Synhedrien, Memorial- und Kleinarchitektur, Mausoleen und Grabarchitekturen, Stoen und Peristyle, Palästren und Gymnasien, Brunnenbauten, Fortifikationsbauten und Stadtmauern, Wehr- und Wachtürme, aber auch Leuchttürme, Hafenanlagen, Schiffshallen und Magazinbauten, Bibliotheken, Schatzhäuser, Gäste- und Vereinshäuser, Torbauten und Propyla, Wohnbauten, Holz- und sonstige vergängliche, sogenannte ephemere Architekturen.

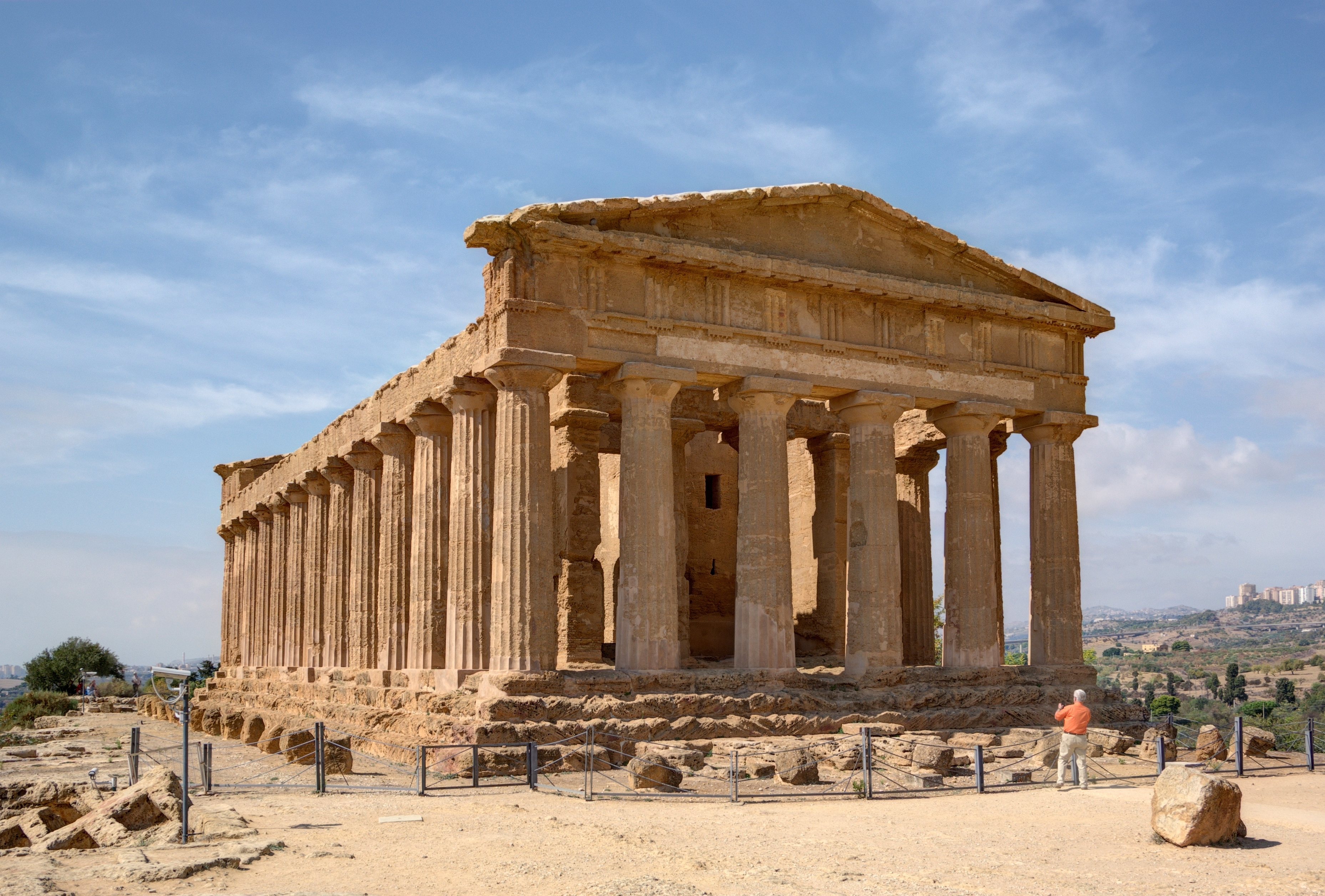
Dorischer Tempel in Agrigent

All dies machte griechische Architektur im Laufe ihrer Entwicklung aus. Griechische Architektur war hierbei konservativ. Entwickelte und durchdacht funktionelle und geschlossen ästhetische Formen wurden beibehalten, Innovationen setzten sich nur langsam durch. Aufmerksamkeit wurde dabei dem einzelnen Glied und seiner Stellung im Gesamtzusammenhang geschenkt. Jedes einzelne Bauglied konnte für sich stehen und aus seinem Bauzusammenhang heraus in einen neuen Kontext gestellt werden. Prägnantes Beispiel hierfür ist die griechische Säule, die nicht nur in den unterschiedlichsten Bautypen verwandt wurde, sondern auch frei und als individuelles Einzelstück gebildet werden konnte. Außerdem waren die Bauglieder nicht nur als Symbol wirksam, sondern auch funktional: Die Säule steht also nicht nur symbolisch für „Tragen“, sondern sie trägt tatsächlich etwas; das Gebälk wirkt nicht nur als „Last“, es war zumeist tonnenschwer. Die Glieder in ihrer Funktion zusammenzufügen und jedes einzelne als funktionales Element erkennbar zu lassen, ist das Wesen griechischer Tektonik als Grundlage griechischer Architektur.

## Grundlagen

### Baustile

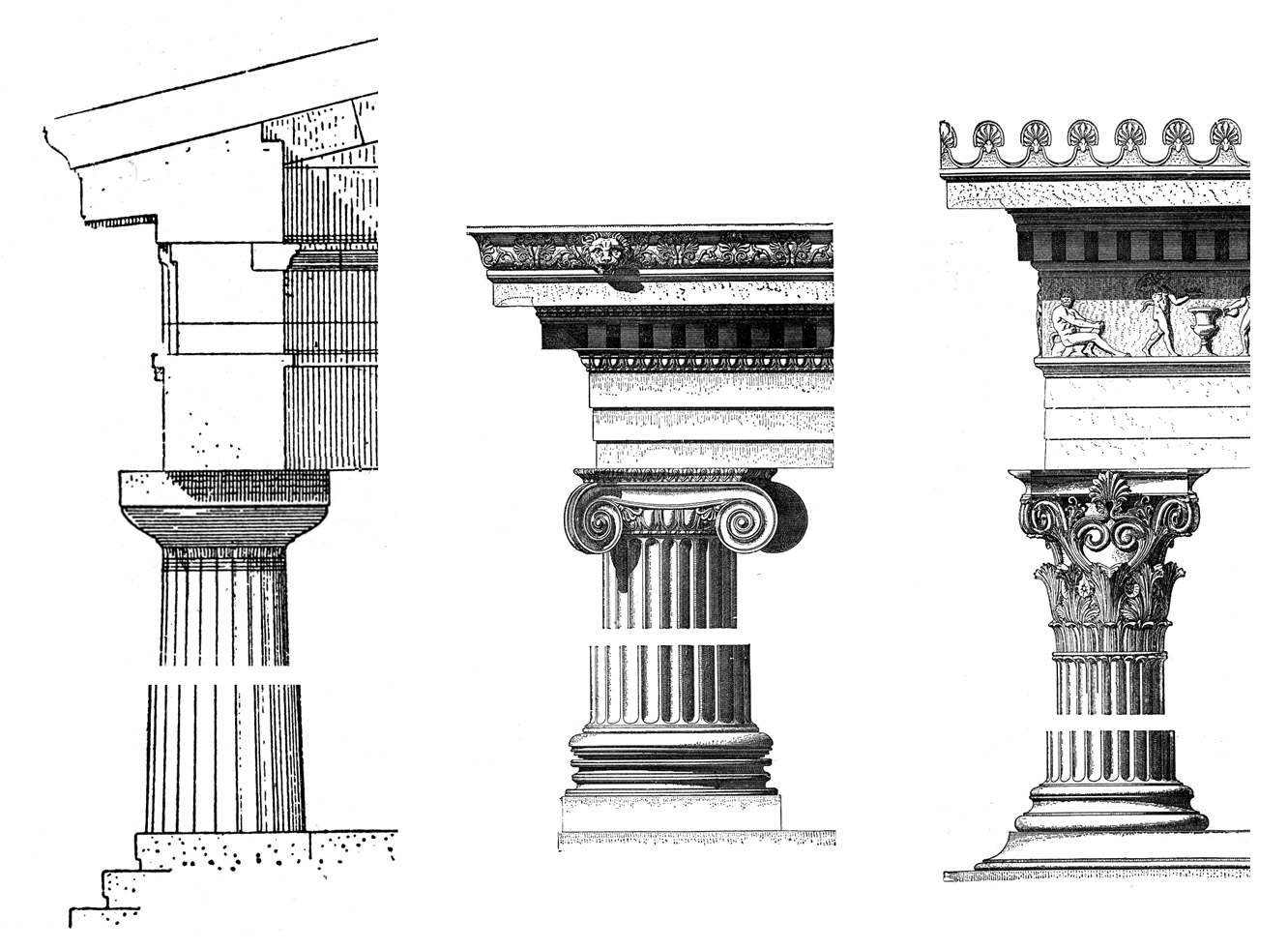
Dorische, ionische und korinthische Säulenordnung

Die Architektur der Griechen richtete sich nach gewissen Vorschriften, die sich mehr und mehr zu speziellen Regeln verdichteten, ohne je schriftlich fixiert worden zu sein. Grundlage hierfür war die zunächst an die griechischen Stämme und die von ihnen besiedelten Gebiete gebundenen landschaftlichen Stile, die sich im Laufe des 7. und 6. Jahrhunderts v. Chr. mit der dorischen und der ionischen Ordnung ausbildeten. Die dorische Ordnung war hauptsächlich auf dem griechischen Festland und in Großgriechenland verbreitet, war aber auch im restlichen dorischen Siedlungsgebiet, insbesondere Rhodos anzutreffen. Die Bezeichnung Dorische Ordnung geht auf die Dorer, einen der griechischen Volksstämme, zurück, in deren Siedlungsgebiet – großen Teilen der Peloponnes, auf Rhodos, Kreta und Teilen Kleinasiens – der Baustil hauptsächlich entwickelt wurde. Demgegenüber war die ionische Ordnung vor allem im kleinasiatischen Ionien, auf den ionisch besiedelten Inseln der Ägäis und in Attika verbreitet. Die Bezeichnung Ionische Ordnung ist abgeleitet von den Ioniern, dem älteren und von den Dorern aus dem ursprünglichen Siedlungsgebiet vertriebenen griechischen Volksstamm. Im Laufe der Entwicklung verlor sich diese strenge landschaftliche Bindung und beide Säulenordnungen wurden im ganzen griechischen Architektur- und Kulturkreis eingesetzt.
Die korinthische Ordnung ist der jüngste der drei Baustile der griechischen Architektur. Ihre Entwicklung begann in historischer Zeit gegen Ende des 5. Jahrhunderts v. Chr. mit der „Erfindung“ des korinthischen Kapitells. Ihr kanonischer Formenapparat, der aus der ursprünglich reinen Säulenordnung eine in sich geschlossene Bauordnung machte, lag verbindlich aber erst in der Mitte des 1. Jahrhunderts v. Chr. vor.

#### Die dorische Ordnung
Im Verlauf des 6. Jahrhunderts v. Chr. wurde der Formenapparat der dorischen Ordnung bis zur Vollendung entwickelt. Dieser zeichnete sich durch strenge, klar strukturierte Bauglieder und Formen aus.
Die zunächst nicht festgelegte Anzahl der Kanneluren einer Säule, die zwischen 16 und 20 schwanken konnte, wurde geradezu verbindlich auf zwanzig beschränkt. Die Schwellung des Säulenschaftes, die Entasis, ursprünglich dominierender optischer Effekt dorischer Säulen, verschwand im Laufe der Entwicklung gänzlich. Das Kapitell besteht aus dem unteren Teil, dem Echinus, der in früher Zeit wulstförmig ausladend, ab dem 4. Jahrhundert v. Chr. zunehmend als Kegelstumpf geformt ist, und der quadratischen Deckplatte, dem Abakus.
Das Gebälk ist im Wesentlichen zweigeteilt in den Architrav aus glatten Steinbalken mit abschließender Taenia und einen Fries. Dieser dorische Fries, der auch Triglyphenfries oder Triglyphon genannt wird, besteht aus einer gleichmäßigen Abfolge von Triglyphen und Metopen, die entweder glatt gearbeitet und bemalt gewesen sein konnten oder als Träger von Reliefschmuck dienten. Die Anordnung des Triglyphenfrieses bezieht sich in der Regel auf den Säulenabstand, so dass über jeder Säule und über jedem Interkolumnium, dem lichten Abstand zweier Säulen, eine Triglyphe angeordnet war.
Auf den Triglyphenfries folgt das Dach, das mit dem horizontal verlaufenden Geison weit über die darunterliegenden Bauglieder herausragt. An der Unterseite des Geisons hängen die Mutuli, flache Platten, die je drei mal sechs Guttae aufweisen. Auch hier dominiert die Struktur der dorischen Ordnung: Jeder Triglyphe und jeder Metope ist jeweils ein Mutulus zugeordnet. Die sich nach oben anschließende Sima, die Traufleiste des griechischen Daches, ist nach außen hochgewölbt und sitzt sowohl auf dem Geison der Langseiten als auch auf den Schräggeisa der Giebelseiten. Sie kann mit Rankenfriesen, Anthemien oder geometrischen Ornamenten verziert sein.
Insgesamt verfolgte die Entwicklung eine Streckung der Proportionen. Die einst gedrungenen Säulen unter mächtigen Gebälken wichen mehr und mehr schlank emporstrebenden Ausführungen. Die flach gedrückten, wulstigen Kapitelle streckten sich. Das Verhältnis Säulenhöhe zu unterem Säulendurchmesser verschob sich ebenso drastisch wie das Verhältnis Säulenhöhe zu Gebälk.

#### Die ionische Ordnung
Die ionische Ordnung erreichte nie die geschlossene Strenge allgemein gültiger Regeln ihrer Gestaltung, wie sie die dorische Ordnung auszeichnet. Zu unterschiedlich waren ihre Anfangsbedingungen im zersplitterten Siedlungsraum. Erst im 4. Jahrhundert v. Chr. kommt es zur Ausbildung einer Art ionischen Kanons, betrieben vor allem von kleinasiatischen Architekten in bewusster Auseinandersetzung mit der dorischen Ordnung und zur Abgrenzung.
Die Säule erhebt sich nicht wie in der dorischen Ordnung direkt auf dem Stylobat, sondern besitzt eine Basis. Die ionische Basis besteht in der Regel aus einer quadratischen Bodenplatte, der Plinthe, und einer Abfolge von Wulsten, Torus genannt, und Hohlkehlen, Trochili. Im Verhältnis zu dorischen Säulen sind ionische Säulen wesentlich schlanker und verjüngen sich nur leicht. Bei den Kanneluren bleibt zwischen den Auskehlungen ein schmaler Steg stehen. Die Anzahl der Kanneluren beträgt meist zwischen 20 und 24, wobei 24 Kanneluren die klassische Anzahl darstellen. Doch kann sie deutlich höher liegen. Das Kapitell weist über einem schwach ausgebildeten und meist mit Eierstab verzierten Echinus ein Polster mit seitlich zu Schnecken eingerollten konkav geschnittenen Voluten auf. Ein flacher Abakus schließt das Kapitell ab.
Der Architrav ist glatt oder in bis zu drei leicht vorkragenden Stufen, Faszien genannt, gegliedert. Darüber folgt entweder ein einfaches Gesims mit Zahnschnitt als kleinasiatisch-ionische Variante oder ein attisch-ionischer Fries, der glatt oder skulptiert sein kann. Ein einfach geschwungenes Geison schließt das Gebälk ab. Die Traufrinne, Sima, der ionischen Ordnung konnte aufwendig dekoriert sein und figürliche Friese ebenso tragen wie Rankenfriese oder Anthemien.
Die ionische Ordnung stellt sich wesentlich schmuckfreudiger dar als die dorische. Allenthalben wurden zwischen den Baugliedern vermittelnde Wellenprofile eingesetzt, die meist mit Perlstab, Eierstab, lesbischem Kyma oder anderen Ornamentformen geschmückt waren.

#### Die korinthische Ordnung
Auf kompositer oder attischer Basis mit Plinthe erhebt sich der ionisch kannelierte Säulenschaft mit 24 Kanneluren. Der Schaft trägt das korinthische Kapitell. Den Kapitellkörper, Kalathos genannt, umgeben zwei versetzt angeordnete, unterschiedlich hohe Kränze aus je acht stilisierten Akanthusblättern. Aus den Eckblättern entwickeln sich sogenannte Caules, die jeweils zwei unterschiedlich stark gebildete Pflanzenstängel entlassen. Der kräftigere, Volute genannte Stängel wächst der Kapitellecke entgegen, während der kleinere, Helix genannte Stängel sich zur Mitte der jeweiligen Ansichtsfläche des Kapitellkörpers wendet. Die Voluten stützen gleichsam den Abakus, dessen Seitenflächen konkav geschwungen sind. Eine Rosette oder Abakusblume ziert die Mitte jeder der vier Abakusseiten.
Eine Eigenart der korinthischen Säule in der griechischen Architektur war es, je nach landschaftlicher Einbindung sowohl mit einem ionischen als auch mit einem dorischen Gebälk kombinierbar zu sein. Selbst für Vitruv (IV,1,1-3) war die korinthische Ordnung noch eine reine Säulenordnung, die nach Belieben mit einem ionischen oder dorischen Gebälk verbunden werden konnte.

### Bauelemente und Bauformen
Griechische Architektur, vor allem die repräsentativer Form, war in erster Linie Gliederbau, das heißt aus einem mehr oder minder festgelegten Repertoire an Gliedern zusammengesetzte Architektur. Immer besteht sie aus einem Unterbau, einem Stützen- oder Wandsystem und einem Gebälk. Vornehmstes Thema war das Zusammenspiel von Tragen und Lasten, zugleich wurde jedem Bauelement so viel Wertschätzung entgegengebracht, dass es vereinzelt und aus seinem ursprünglichen Bauzusammenhang versetzt werden konnte. So konnte der dorische Triglyphenfries als reine Schmuckform auf einer Wand oder in einer Fassadenarchitektur untergebracht werden. Zahlreiche Säulen standen als Einzelmonumente und Weihgeschenkträger in den griechischen Heiligtümern.
Wo Tragen und Lasten mittels Säulen oder Pfeilern und freiem Gebälk nicht notwendig war, etwa bei Bauten mit geschlossenen Wänden, konnte es als Thema dennoch zitiert werden. Halbsäulen und Pilaster finden bereits im 5./4. Jahrhundert v. Chr. ihren Weg in die griechische Architektur. Zunächst auf Innenräume wie die Tempel von Bassai oder Tegea beschränkt, gliedern sie in der Folge ganze Blendarchitekturen wie etwa am Bouleuterion von Milet oder am Gymnasion von Samothrake sowie zahlreichen Tor- und Grabbauten. Pfeiler selbst können mit Halbsäulen kombiniert werden, die so entstehenden Pfeilerhalbsäulen und Doppelhalbsäulenpfeiler sind in der Hallenarchitektur, etwa im Obergeschoss der Attalosstoa, und bei Peristylen selbst im privaten Umfeld, Palast von Vergina, beliebt und bilden Vorstufen zu Ovalsäulen und gekoppelten Säulen.
Da selten mit griechischer Architektur verbunden, sei an dieser Stelle die Einführung des echten Bogen- und Gewölbebaus erwähnt, die ins 4. Jahrhundert v. Chr. fällt. Wegen der hierbei auftretenden Schubkräfte blieb seine Verwendung auf Toröffnungen in Mauern, auf Grabarchitekturen und Substruktionen etwa von Brücken beschränkt, da bei derartigen Bauten keine eigenständigen Widerlager an den Seiten der Bögen und Gewölbe zur Kraftableitung angebaut werden mussten. Neben Tonnen- und Kreuzgratgewölben entwickelten die Griechen im 2. Jahrhundert v. Chr. bereits die Halbkuppel zum Abdecken exedraähnlicher Bauten.
Ergebnis der immer wieder neu durchgeführten Kombination bekannter Elemente und der Erfindung oder Entwicklung neuer Lösungen, wo sie gebraucht wurden, war eine große Anzahl unterschiedlicher Bautypen und Baukörper. Isoliert stehend oder in größere Konzepte und Komplexe eingebunden, prägten sie das Bild griechischer Städte und Heiligtümer, stellten sie für jedes Bedürfnis eine architektonische Lösung bereit.

## Auftraggeber
Es sind drei Arten von Auftraggebern zu unterscheiden: 1. Öffentliche Auftraggeber, die, je nach politischer Konstellation, durch zuständige und legitimierte Gremien, durch die Verwaltung großer Heiligtümer oder durch Herrscher und deren Vertreter Bauaufträge vergeben konnten. Die finanziellen Mittel wurden durch laufende Einkünfte der Städte oder Herrscher, bei Bedarf durch Sondersteuern aufgebracht. Überregionale Heiligtümer wie Olympia sammelten für ihre Bauausgaben Spenden. 2. Halböffentliche Bauträger, wie sie in Form von Vereinen oder Genossenschaften auftraten. Die von ihnen errichteten Gebäude kamen nicht selten allen Mitgliedern eines Gemeinwesens zugute, wenn auch ihre Bauten meist sehr zweckgebunden waren, wie etwa Vereinshäuser oder Heiligtümer für bestimmte, nicht allgemein verehrte Gottheiten. Auch für Nekropolen und die benötigten Nebengebäude konnte eine derartige Trägerschaft interessant sein. Die finanziellen Mittel wurden zumeist von wohlhabenden Mitgliedern in Form von Spenden bereitgestellt. 3. Privatleute, die nicht nur für ihre Wohnhäuser und Grabanlagen als Auftraggeber auftraten, sondern häufig als Spender oder Stifter, die öffentliche Bauten erneuerten, ausschmückten oder für den Erhalt und die laufenden Unterhaltungskosten eines Gebäudes auftreten konnten. Allerdings musste ein derartiges Vorhaben mit den zuständigen Behörden der öffentlichen Hand abgestimmt, musste die Erlaubnis hierzu eingeholt werden. Hellenistische Monarchen konnten als Privatstifter in fremden Städten auftreten und öffentliche Bauvorhaben finanzieren, wie etwa das Beispiel Antiochos IV. belegen mag, der den Neubau des Olympieion in Athen in Auftrag gab.

## Architekten
Obgleich im griechischen Altertum hoch angesehen, wissen wir doch recht wenig über die griechischen Architekten. Die Namen viel weniger Vertreter des Berufs sind überliefert, als etwa für Maler oder Bildhauer. Im griechischen Denken war der Architekt einerseits ein praktischer Baufachmann, andererseits aber jemand, der diese praktische Seite seines Berufs durch Reflexion zu fast wissenschaftlicher Grundlegung erhob. Oft hinterließen Architekten Bücher über die von ihnen entworfenen und errichteten Bauten. Bekannte Architekten waren Chersiphron, Rhoikos, Theodoros, Iktinos und Mnesikles, Skopas, Hermogenes sowie Menesthes. Der Einfluss des Architekten, seine Möglichkeiten zur persönlichen Entfaltung, wurde durch Art und Struktur des stark vom Bauherren bestimmten Bauwesens eingeschränkt. Es ist nicht möglich, innerhalb der umfangreichen architektonischen Hinterlassenschaften die Hand eines Architekten zweimal zu erkennen. Jeder Bau, jede Ausführung bleibt letztlich einmalig, lediglich handwerkliche Dinge auf Ebene der Werkstätten lassen sich bisweilen greifen.

## Bauwesen
Vom griechischen Bauwesen, insbesondere des öffentlichen Sektors zeugen vor allem drei Urkundentypen, die als inschriftliche Quellen hinlänglich erhalten sind: Ausschreibungen, Verträge zwischen Bauträger und Unternehmer, Abrechnungen. Öffentliche Bauaufträge wurden öffentlich ausgeschrieben, nachdem eine Volks- oder Ratsversammlung einen Baubeschluss gefasst hatte. Über die eingereichten Entwürfe und Bewerbungen entschied wiederum das je zuständige Gremium. Unterlegene Architekten eingereichter Entwürfe konnten bisweilen gegen die Entscheidung klagen, waren die Zuschläge doch meist mit hohen Vergütungen verbunden. Nach endgültiger Annahme eines Entwurfes trat eine Baukommission als Aufsicht führende Behörde ihre Arbeit an. Aufgabe der Kommission waren Ausschreibung und Auftragsvergabe, Bauaufsicht und Abnahme der Arbeiten sowie Lohnauszahlungen. Die Bauausschreibung beruhte auf dem siegreichen Entwurf und enthielt alle Informationen, die es einem Bauunternehmer ermöglichten, ein realistisches Angebot für die Durchführung des Vorhabens vorzulegen. Zuschlag bekam in der Regel das niedrigste Angebot für die umfassendste Leistung. Die Baukommission hatte das Recht, Baupläne nachträglich ändern zu lassen und all die Details auszusuchen und festzulegen, die im Entwurf nicht spezifiziert waren. Der ausführende Architekt hatte bei Strafandrohung alle Vorgaben des Vertrages und alle Anweisungen der Kommission zu befolgen. Die Stellung des Bauträgers, vertreten durch die Baukommission, war also außerordentlich stark. Demgegenüber hatte der bauausführende Architekt die technische Leitung inne, er nahm kleinere Bauabschnitte und Arbeiten eigenverantwortlich ab. Ihm konnten bei großen Bauvorhaben mehrere Unterarchitekten zur Seite gestellt sein. Der ausführende Bauunternehmer musste Bürgen stellen, die Regressforderungen und allgemeine aus der Verpflichtung sich ergebende Anforderungen absichern mussten. Bei öffentlichen Bauten wurde das Baumaterial gewöhnlich vom Bauträger gestellt, Ausnahmen waren im Vertrag geregelt. Normalerweise waren Unternehmer aber nur für spezielle Arbeiten im Gesamtzusammenhang zuständig, da die Betriebsgrößen sehr bescheiden waren. Für 52 Pteronplatten der Tholos von Epidauros wurden beispielsweise 26 Unternehmer angeheuert. Bezahlt wurde anfangs pro Arbeitskraft und Tag, ab dem 5. Jahrhundert v. Chr. setzte sich die Bezahlung nach Stück oder Bauabschnitt durch. Nach den spärlichen Zeugnissen zu urteilen, die für das privatrechtliche Bauwesen erhalten sind, scheint es prinzipiell dem oben Dargelegten zu folgen.

## Baumaterial
Bei griechischer Architektur denkt man zunächst an Steinbauten. Doch bis zum Ende spielte vor allem ungebrannter Lehm und Holz eine entscheidende Rolle. Nicht nur für Wohnbauten, auch für den öffentlichen oder halböffentlichen Nutzbau profaner Bestimmung nutzte man sogar zunehmend den reichlich vorkommenden Lehm. Die Lehmziegel wurden hierbei von der Frühzeit an auf steinernen Sockelschichten verlegt und gegebenenfalls mit Holzstützen befestigt und gesichert. Überzogen wurde der Lehm mit stark aushärtendem Kalkputz. Vornehmstes Baumaterial war aber Stein, der für die meisten öffentlichen und privaten Repräsentationsbauten eingesetzt wurde. Begehrt war hierbei der sehr glatt zu bearbeitende Marmor, der auf dem griechischen Festland, vor allem aber auf den Kykladen an zahlreichen Orten gebrochen wurde. In Ermangelung anderer Baumaterialien baute man auf den Kykladen fast ausschließlich mit dem lokalen Marmor. Waren qualitätsvolle Marmorbrüche nicht oder nur unter hohen Kosten erreichbar, griff man zumeist auf dichte Kalksteine zurück, deren Oberfläche man durch einen Verputz aus Marmorsplitt glättete und aufwertete. Ab dem Hellenismus treten als neue Materialien gebrannte Ziegel, auch in Form gebrannt, um etwa Säulen daraus bauen zu können, Mörtel und Stuck auf. Vor allem der Mörtel in seinen verschiedenen Zusammensetzungen stellte sich als zukunftsweisendes Material heraus. Anfänglich für hydraulische Abdichtungen, dann für Estriche benutzt, gelangte er als Bindemittel in aufgehenden Mauerwerken zu einer unersetzlichen Stellung. In seiner Weiterentwicklung und lokalen Verfeinerung zum opus caementicium wurde er zu dem Baustoff römischer Ingenieursbauten.

## Bautechnik
Das gewöhnliche Steinmaterial, die Hausteine, wurden immer trocken, das heißt ohne Bindemittel zwischen den Steinschichten verlegt. Die Steine und Quader für Fundamentbereiche waren bis in hellenistische Zeit meist nur grob zugehauen und kaum geglättet, später jedoch auch für diesen Bereich meist aus „Normquadern“ verlegt, die halbindustriell gefertigt aus den Steinbrüchen angeliefert wurden. Je nach Bauzusammenhang nutzte man unterschiedliche Mauertechniken. Für Stadt- und Terrassenmauern wurden gern Polygonal-Mauerwerke errichtet, die aus zwar exakt verlegten, aber unregelmäßig geformten Steinen bestanden. Für freistehende Repräsentationsbauten hingegen verwandte man zumeist Quader. Als Kunstform konnten die Sichtseiten der Quader nur bossiert und von einem fein geglätteten Spiegel umgeben sein. In der Regel waren Sichtflächen jedoch fein gerichtet. Stoß- und Lagerfugen wiesen vor allem bei aufwendigen Bauvorhaben eine Anathyrosis auf – bis auf die Ränder waren die Steinflächen also abgearbeitet, um einen möglichst exakten Fugenschluss bei möglichst geringem Aufwand zu erzielen. In der Horizontalen waren Quader oft verklammert, in der vertikalen Schichtfolge zusätzlich verdübelt. Klammern und Dübel bestanden üblicherweise aus Eisen, selten aus Holz und waren mit Blei vergossen. Die sich ständig verbessernde Steinmetztechnik führte im 4. Jahrhundert v. Chr. zur Entwicklung echter Steinbögen und Gewölbe aus Keilsteinen.
Ungebrannte Lehmziegel wurden meist feucht verlegt, das heißt man verschmierte eine dünne Schicht flüssigen Lehms zwischen den Ziegeln, um deren Halt zu gewährleisten. Nach dem Trocknen und dem Aufbringen des schützenden Kalkputzes konnten derart errichtete Gebäude eine bessere Haltbarkeit aufweisen als Gebäude aus minderwertigem weichen Kalkstein.
Eine Besonderheit griechischer Architektur ist der Einsatz optischer Verfeinerungen, die gewissermaßen die fast schon mathematisch-kühle Starre ihrer Bauten lösen sollten. So führten die griechischen Architekten eine nicht erkennbare Krümmung des gesamten Bauwerkes ein, die sogenannte Kurvatur, die Stylobat und Gebälk umfassen konnte. Hierbei wurden horizontale Linien tatsächlich zur Gebäudemitte hin um einige Zentimeter nach oben gewölbt. Auch Säulen wurden von der Vermeidung mathematisch gerader Linien erfasst, indem man sie nicht linear nach oben verjüngte, sondern den Eindruck einer mehr oder minder starken Schwellung des Säulenschaftes, Entasis genannt, hervorrief. Zudem erfuhren die Säulen bei ihrer Aufstellung eine leichte Innenneigung zur Gebäudemitte hin, die sogenannte Inklination. Am Parthenon auf der Akropolis von Athen durchzieht die Kurvatur alle horizontalen Bauglieder bis zum Gesims, selbst die Cellawände greifen in voller Höhe die Kurvatur auf. Die Inklination der mit Entasis versehenen Säulen setzt sich in Architrav und Triglyphenfries fort. Die Außenseiten der Cellawände wiederholen die Inklination der Säulen. Kein Stein des Baus, kein Architrav, kein Friesteil konnte als einfacher rechteckiger Quader zugehauen werden. Alle Bauglieder wiesen leichte und für jedes Glied individuell ermittelte Abweichungen von rechten Winkeln auf: Eine ungeheure Steigerung des betriebenen Aufwandes für jedes einzelne Bauglied, das somit nicht mehr „am Fließband“ produziert und hergerichtet werden konnte.

## Öffentliche Gebäude

### Tempel, Altäre und Heiligtümer

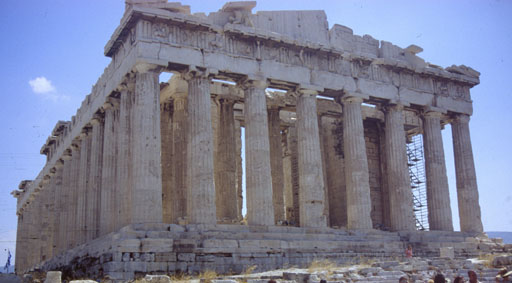
Der Parthenon auf der Akropolis in Athen

Das am weitesten verbreitete und heute am besten erforschte Gebäude griechischer Architektur war der griechische Tempel, der Kultbild und Weihgeschenke aufnehmen konnte. Alle griechischen Städte besaßen Tempel für die unterschiedlichsten Gottheiten. Oftmals bildeten sie ganz Ensembles wie in Paestum, Selinunt oder Akragas. Innerhalb relativ kurzer Zeit entwickelten die Griechen den Tempel von den kleinen Lehmziegelbauten des 9. und 8. Jahrhunderts v. Chr. zu monumentalen Bauten mit doppelten Säulenhallen des 6. Jahrhunderts v. Chr., die ohne Dach leicht über 20 Meter Höhe erreichten. Für die Gestaltung griffen sie hierbei auf die landschaftlich geprägten Bauglieder der dorischen und der ionischen Ordnung zurück, zu denen ab dem späten 3. Jahrhundert v. Chr. die korinthische Ordnung trat. Eine Vielzahl unterschiedlicher Grundrissmöglichkeiten wurde erprobt, die mit den verschiedenen Ordnungen der aufgehenden Architektur kombiniert wurden. Ab dem 3. Jahrhundert v. Chr. ließ der Bau großer Tempel nach, um nach einer kurzen letzten Blüte im 2. Jahrhundert v. Chr. vollständig zum Erliegen zu kommen. Der griechische Tempel wurde nach festen Regeln entworfen und gebaut, deren wichtige Bezugsgrößen der untere Durchmesser der Säulen oder die Maße des Fundamentes sein konnten. Optische Verfeinerungen lösten die Starre der sich so ergebenden fast mathematischen Gestaltungsgrundlagen. Entgegen heute immer noch verbreiteter Vorstellung waren die griechischen Tempel bemalt, wobei satte Rot- und Blautöne neben das dominierende Weiß traten. Überaus reich war bei aufwendig gestalteten Tempeln der figürliche Schmuck in Form von Reliefs und Giebelfiguren.

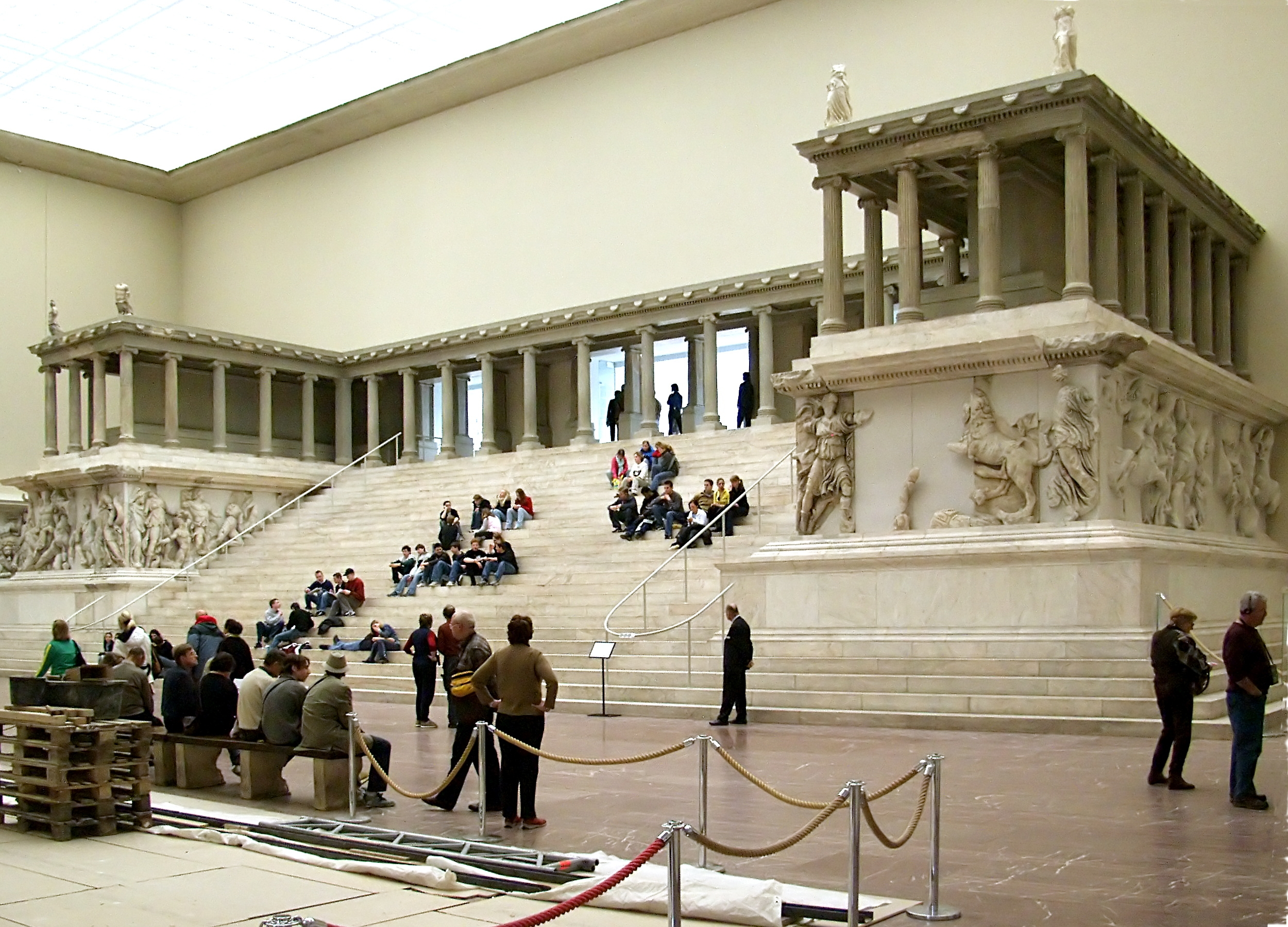
Teilrekonstruktion des Pergamonaltars im Pergamonmuseum

Dem Tempel vorgelagert oder wenigstens zugeordnet befand sich der Altar, der zentrale Platz für Kulthandlungen und Opfer. Im Gegensatz zum Tempel, der immer einen Altar besaß, konnte der Altar ohne weiteren architektonischen Bezug errichtet sein. Neben schlichten Brand- und Aschealtären oder einfachsten Ausführungen in Form kleiner Rundaltäre für Flüssigkeits- und Blumenopfer oder Cerealien konnte er beachtliche Dimensionen und reich geschmückte architektonische Formen annehmen, wie etwa die Altäre der Artemis in Ephesos oder der berühmte Altar von Pergamon zeigen. Früh schon gab es recht große Altartische, die im Laufe des 6. Jahrhunderts v. Chr. zu mächtigen Plattformen füllenden Anlagen entwickelt wurden, wie sie am Poseidonaltar in Monodendri oder dem hufeisenförmig umschlossenen Altar VII im Heraion vom Samos nachzuweisen sind. Die Altartische banden in ihren Aufbau Teile gängiger Säulenordnungen ein, wie etwa an den Triglyphenaltären in Kerkyra, Perachora oder Korinth. Die Dimensionen der zugehörigen Stufenbauten konnten wie am Altar Hierons II. in Syrakus 20 × 195 Meter erreichen. Daneben gab es Altarhöfe wie etwa in Samothrake. Aus der Kombination beider Gedanken entwickelte man schließlich Altarbauten wie den Pergamonaltar oder, in kleinerer Ausführung, den Altar im Asklepieion in Kos aus dem 3. Jahrhundert v. Chr.

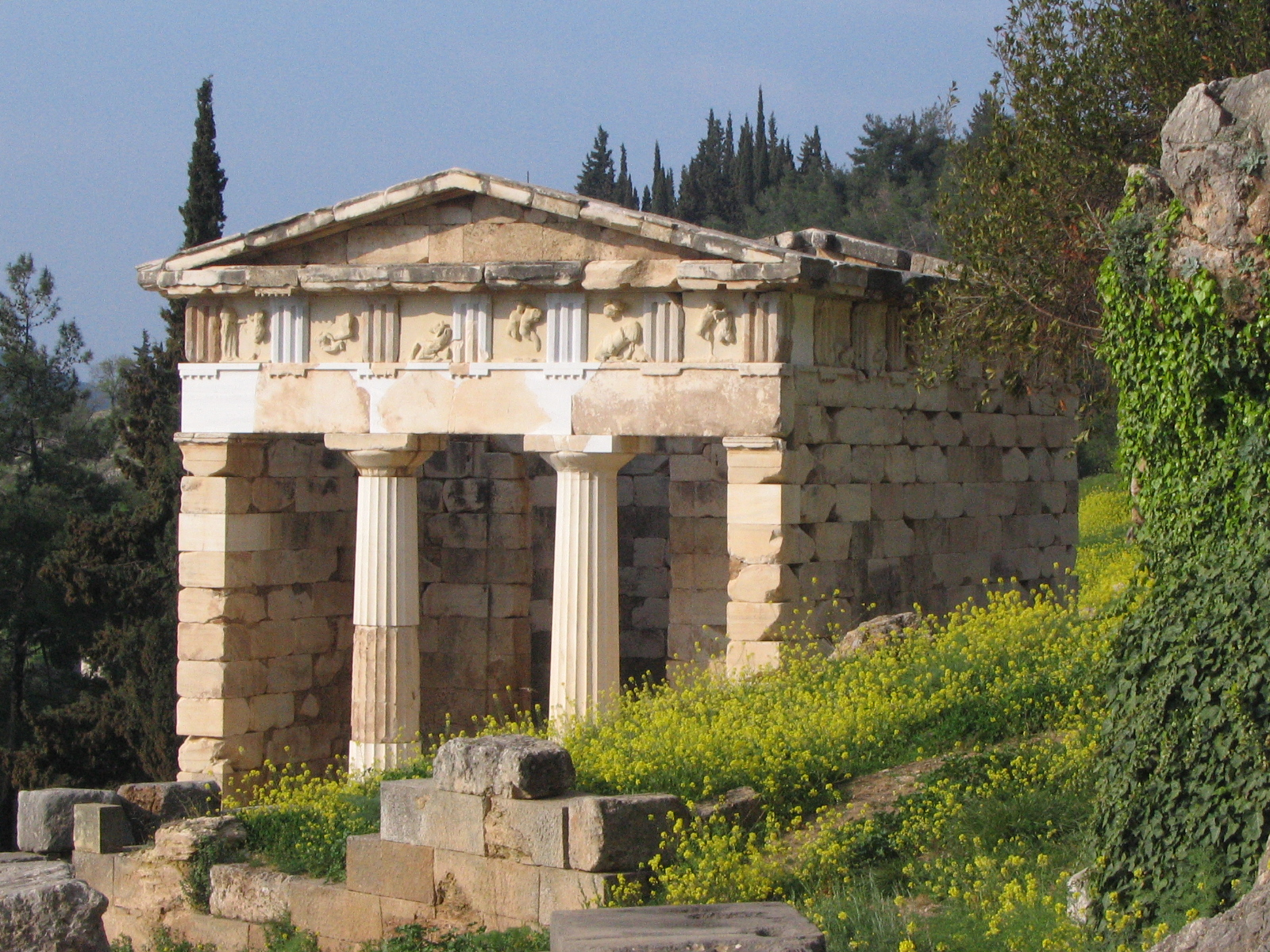
Das Schatzhaus der Athener in Delphi

Oft zahlreich waren die Hallenbauten in griechischen Heiligtümern. Sie dienten in erster Linie der Aufstellung von Weihgeschenken, boten aber natürlich auch den Besuchern Schutz vor den Widrigkeiten des Wetters oder fungierten als Speisesäle. Für Mitglieder von Kultvereinen oder hochgestellte Persönlichkeiten gab es hierfür reine Bankettbauten. Eine besondere Stellung nahmen in manchen Heiligtümern die sogenannten Schatzhäuser, Thesauroi, ein, die zur Aufbewahrung kostbarer Weihgeschenke dienten. Es handelte sich hierbei nicht um Stiftungen von Privatpersonen, sondern ganze Städte repräsentierten dergestalt ihre Verbundenheit mit einem Heiligtum. Die bekanntesten Beispiele dieser meist in Form kleiner Antentempel errichteten Gebäude wurden in Delphi und Olympia gefunden, wo sie an Wegen und Prozessionsstraßen errichtet wurden. Meist handelt es sich um sehr aufwendig gestaltete Kleinode, geschmückt mit kostbaren Reliefs oder reich verzierten Terrakotten, die von wirtschaftlicher Potenz ihrer Auftraggeber und der Wertschätzung gegenüber der Gottheit und dem Heiligtum zeugten.

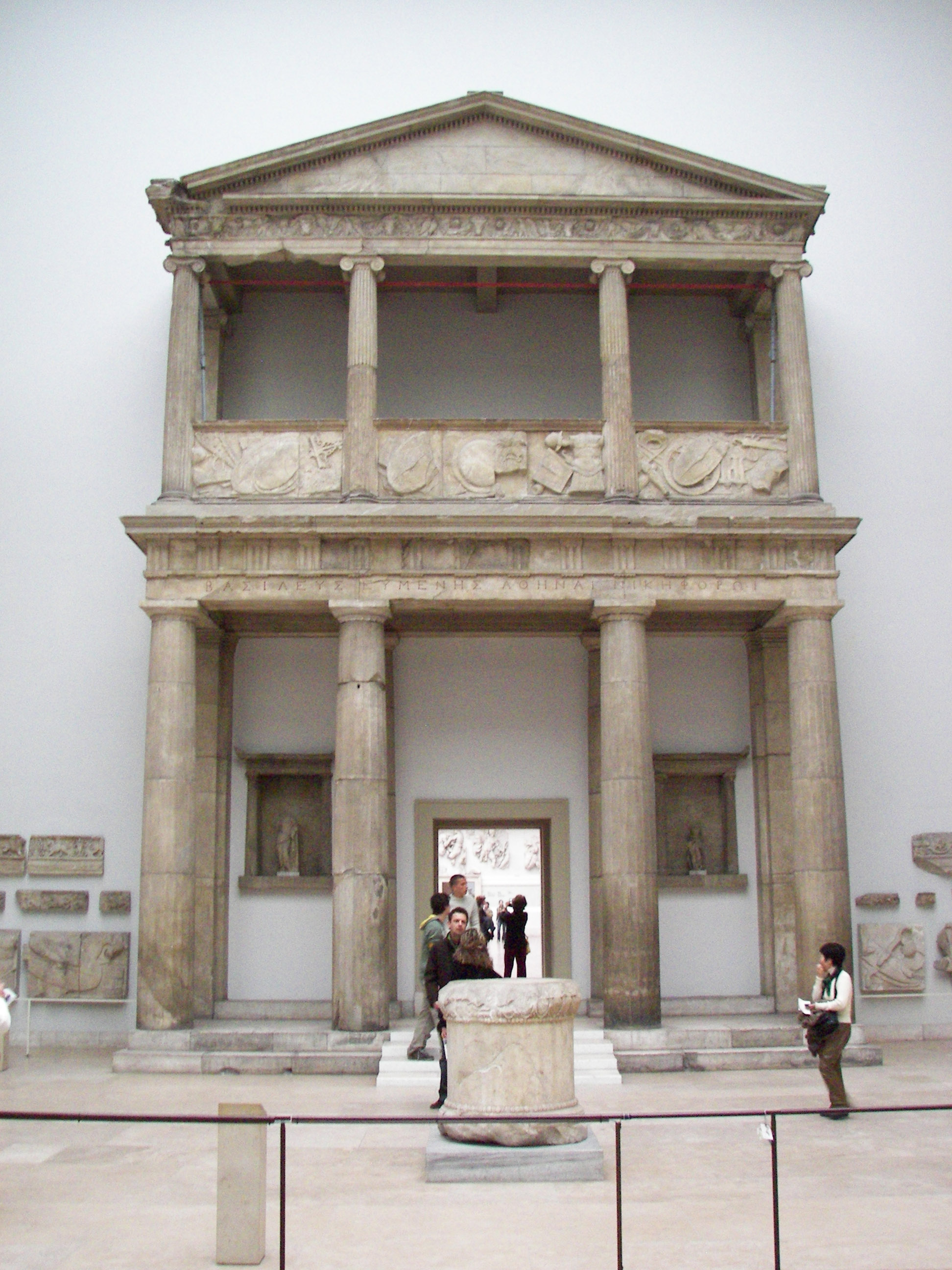
Propylon aus Pergamon

Direkt mit der Geschichte griechischer Heiligtümer verbunden ist die Entwicklung des griechischen Torbaus, des Propylons. Anfangs schlicht die Wandöffnung, die den Zugang zum Heiligtum ermöglichte, wurden die Toranlagen immer aufwendiger gestaltet und folgten komplizierten Entwürfen. An den Propyläen der Athener Akropolis sind die formalen Möglichkeiten bereits beträchtlich ausgeschöpft. Die Anlage vereint zahlreiche ursprünglich getrennte Bauten und Bereiche zu einer komplexen architektonischen Lösung mit eigentlichen Durchgängen sowie rahmenden und vorspringenden Gebäudeteilen. Der tempelähnliche Charakter dieser zunächst zum Heiligtum gehörenden Bauform zeigt sich gerade an diesem Beispiel in der Kombination von Säulenfront und Dreiecksgiebel, wie er aufwendigen Torbauten immer eignete. Als zwischen äußerem profanen und innerem sakralen Bereich vermittelndes Gebäude kam dem Propylon große Bedeutung zu, was zu einer Steigerung des an ihm betriebenen Aufwandes führte. Oft schmückten korinthische Säulen die Innenseite oder das innere eines Propylons, so etwa am Torbau des Ptolemaios’ II. in Samothrake oder den Nordpropyläen in Epidauros, die beide im ersten Viertel des 3. Jahrhunderts v. Chr. errichtet wurden. Gesteigert wurde all dies noch durch die Zweigeschossigkeit, wie sie am Propylon des Athenabezirk in Pergamon begegnet.

### Öffentliche Profanbauten

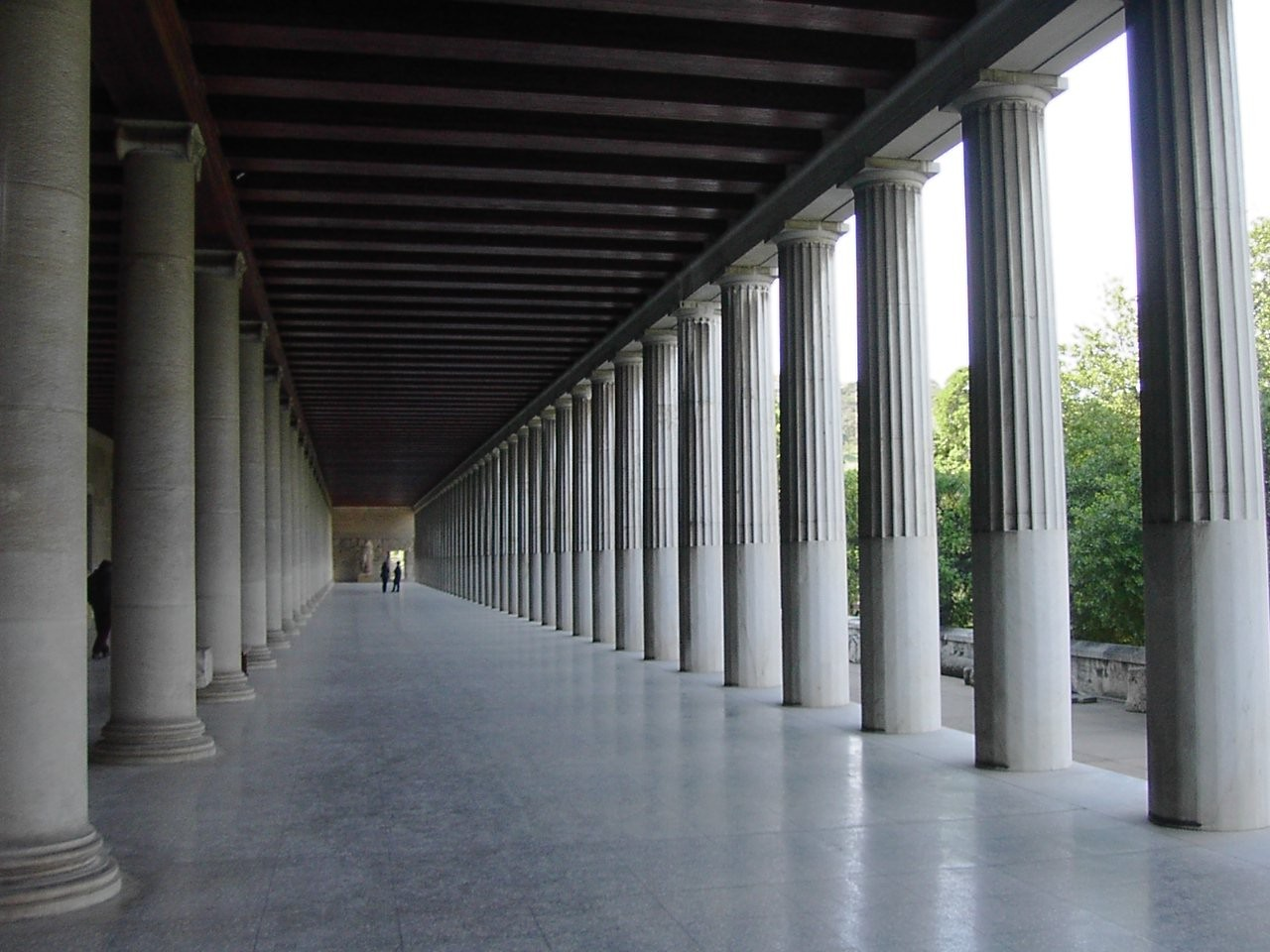
Rekonstruierte Stoa des Attalos, Agora, Athen

Neben den Sakralbauten hatten die meisten Städte ein Repertoire an Standardbauten, die erst den städtischen Charakter begründeten. Erwähnenswert sind die rein funktionalen Brunnenhäuser, in denen man schlicht sein Trinkwasser bezog, das Frauen in Krügen und Vasen dort abfüllen konnten. Weit verbreitet waren Hallenbauten, Stoen, die meist auf einer Agora, dem griechischen Marktplatz, standen und eine Reihe von Läden beherbergten. Größere Städte hatten Palästren und Gymnasien, die das soziale Zentrum der männlichen Stadtbevölkerung bildeten. Meist in ihrem Inneren von Säulenhallen, einem Peristyl, umgeben, dienten sie zwar in erster Linie der körperlichen Ertüchtigung und dem Wettkampf, zugleich waren sie aber Treffpunkt und Debattierclub.
Für Ratsversammlungen und Gremiumssitzungen standen unterschiedliche Gebäudetypen zur Verfügung. Wichtiges Gebäude in dem Zusammenhang war das Buleuterion, das der Ratsversammlung diente. Oft mit ansteigenden, hufeisenförmig oder koilonartig angeordneten Sitzreihen ausgestattet, hatte es wegen seiner recht großen Dimension meist innere Säulen- oder Stützenstellungen, welche die enormen Dachweiten stützen mussten. Sie stellten daher meist sogenannte hypostyle Säle dar.
Jede griechische Stadt hatte schließlich ihr Theater, das sowohl für größere Versammlungen als auch die szenischen Aufführungen und Feste diente und seinen Ursprung eigentlich im Kultus und in religiöser Zeremonie hatte. Üblicherweise schmiegten sich Theater an Hügel oder waren in sanfter ansteigende Felswände eingearbeitet. Die etwas über halbrund großen, ansteigenden Sitzreihen konnten aus einfachen Holzbänken bestehen, waren aber oft gänzlich aus Stein angelegt. Die zentrale Spielstätte, die kreisrunde Orchestra, in welcher der Chor auftrat, befand sich direkt unterhalb des Publikums. Dahinter erhob sich das eigentliche Theatergebäude, die Skene, das Hintergrund, Fundus und Umkleidekabine in einem war. Zahlreiche griechische Theater mit noch heute phantastischer Akustik sind erhalten, unter denen das Theater von Epidauros eines der bekanntesten ist.

## Stadtplanung und Wohnhäuser

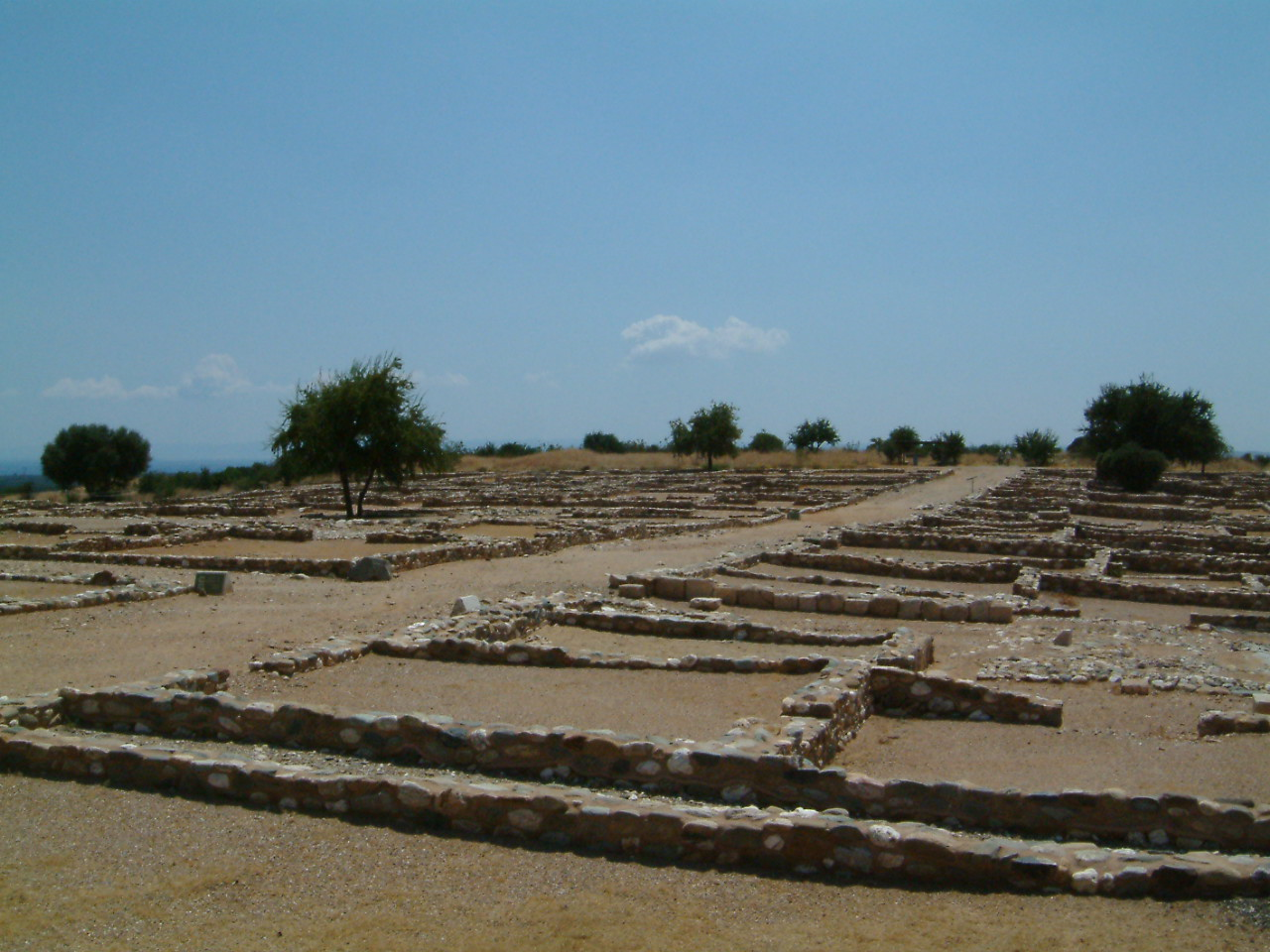
Blick auf das Raster der Nordstadt in Olynth

Anfang des 5. Jahrhunderts v. Chr. begannen die Griechen, Städte und Neugründungen nach regelmäßigen rechteckigen Rastern anzulegen. Die einst organisch gewachsenen Ansammlungen der Häuser, die in ihrem Verlauf zufälligen und ungeordneten Straßenführungen wurden durch rechtwinklige Straßenzüge abgelöst. Die Einführung dieses Systems ist mit dem Architekten Hippodamos von Milet verbunden, in dessen Heimatstadt Milet das neue Prinzip nachzuweisen ist. Die Athener baten Hippodamos um Unterstützung, um nach den Perserkriegen den Piräus aus- und wieder aufzubauen. Dem gleichen Schema, oftmals mit Baublöcken von 3 × 2 Parzellen und typisierter Bebauung, folgten etwa die Nordstadt in Olynth, Priene und Alexandria.

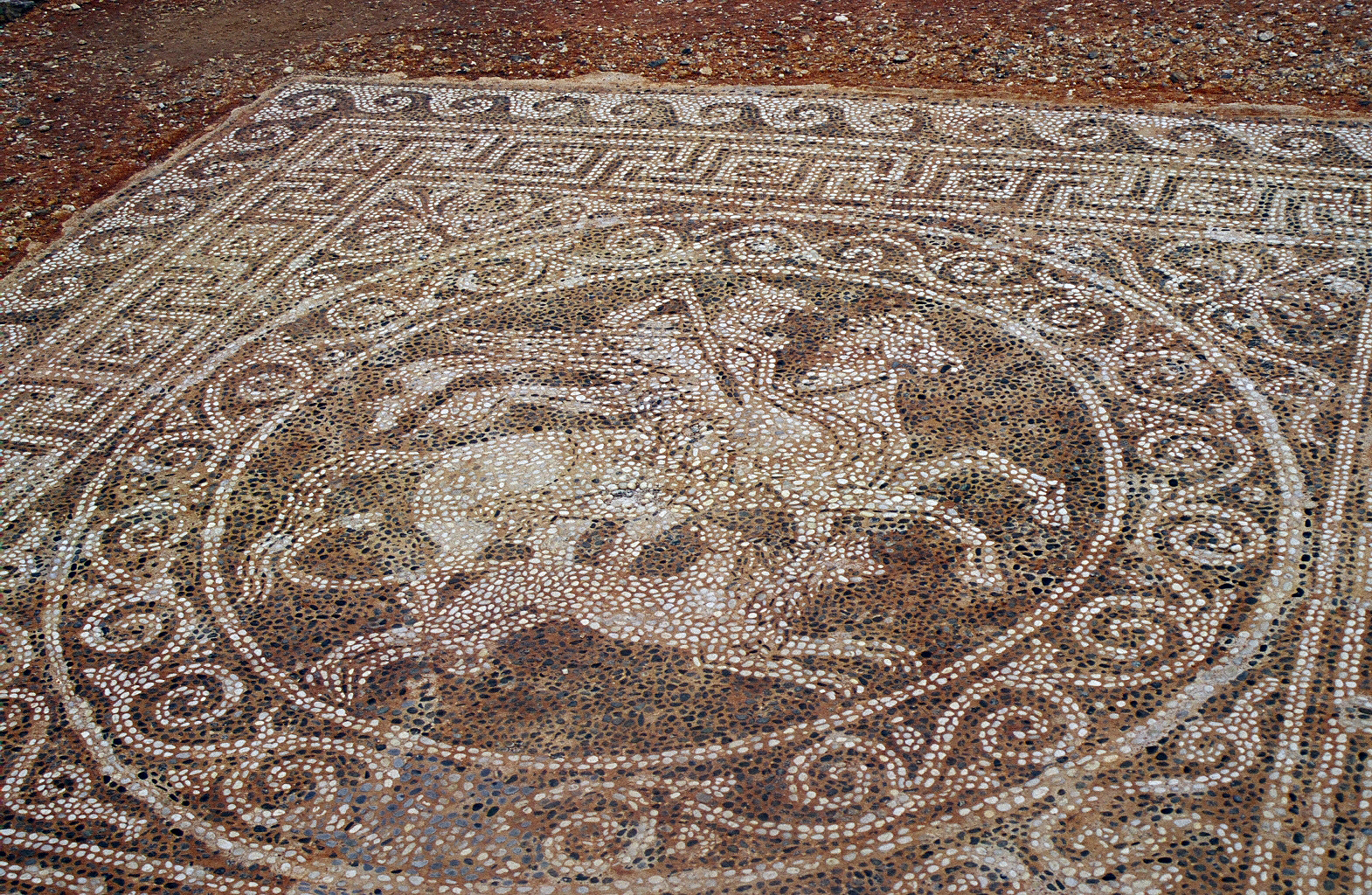
Kieselmosaik in einem Haus in Olynth

Der Hausbau der Griechen war vielfältig und formenreich. Dennoch verbreiteten sich im 5. und 4. Jahrhundert v. Chr. zwei Pläne eines Standardhauses. So besaßen die Neubauten Olynths aus dem 5./4. Jahrhundert v. Chr., aber auch die im 2. Jahrhundert v. Chr. errichteten Häuser auf Delos schmale, kleine Räume, die um einen säulengeschmückten Innenhof gruppiert waren. Der Haustyp, bei dem der Eingang an einer Längswand liegt, der üblicherweise noch eine offen Laube vorgeschaltet ist, wird als Pastashaus angesprochen. Demgegenüber hatte das zweite Standardhaus, das Prostashaus, wie es etwa in Priene nachzuweisen ist, zwar auch einen Innenhof, aber einen viel differenzierten Grundriss, in dem der zentrale Lebensbereich aus einem großen rechteckigen, fast hallenförmigen Raum bestand, der sich zu einer vorgelagerten Säulenhalle öffnete. Vor allem betritt man das Haus durch eine kleine – namensgebende – Vorhalle an der Schmalseite. Gegenüber befanden sich die kleineren Räumlichkeiten für Bedienstete, Lager und Küchen. Daneben gab es eine Vielzahl weiterer Grundrissmöglichkeiten, die vor allem bei frei verfügbaren Platz umgesetzt wurden. In der Enge hellenistischer Städte war für derartige Einzelhäuser jedoch kaum Platz, so dass die Menge in den beschriebenen Hofhäusern leben musste.
Die Entwicklung, soweit sie zu verfolgen ist, führte zu einer zunehmenden Differenzierung und Gewichtung der einzelnen Raumteile. Der Oikos bildete den Hauptraum, dem sich neben kleineren Räumen vor allem der Andron als Empfangs- und Speiseraum der Männer anschloss. Schlafräume und Frauengemächer, die Gynaikonitis, waren meist im Obergeschoss untergebracht. Ab dem Hellenismus war es beliebt, Wohntürme zu errichten oder bestehenden Wohnhäusern anzubauen. Als wehrhafte Variante waren derartige Wohntürme auf dem freien Land bei befestigten Gehöften nachzuweisen.
In hellenistischer Zeit konnten die Wohnhäuser reicher Privatleute palastartige Ausmaße annehmen, deren Säulengänge und Zimmerfluchten mit Marmor ausgestattet und mit reichen figürlichen Fußbodenmosaiken geschmückt waren. Noch übertroffen wurde dieser Wohnluxus von den Palästen hellenistischer Herrscher, wie er in Pergamon und Demetrias, aber auch in Pella und Vergina nachzuweisen ist. Material- und Flächenluxus waren verschwenderisch, große hintereinander gestaffelte Peristyle, umgeben von zahlreichen Räumen, Marmor- und Mosaikböden gehörten ebenso zur Ausstattung wie kostbare Hölzer und Vergoldungen, von denen Aelian (var. hist. 14.17) berichtet.

## Der griechische Siedlungsraum nach dem Ende des Römischen Reiches
Die byzantinische Architektur Ostroms setzte die Bautraditionen der römischen Architektur fort. Athen als Zentrum des antiken griechischen Mutterlandes verlor an Bedeutung zugunsten Konstantinopels. Auf der griechischen Halbinsel entstanden neue Zentren wie die Stadt Mystras. In osmanischer Zeit verlor der griechische Kulturraum wesentlich an Bedeutung, zahlreiche Gelehrte wanderten aus. Neubauten waren zumeist Moscheen und öffentliche Bäder.
Eine Sensibilisierung für die antike Architektur, allem voran der klassischen Periode, entfaltete sich mit der Gründung des griechischen Staates zu Beginn des 19. Jahrhunderts. Antike Bauten wurden wieder freigelegt oder restauriert. Der europäische Klassizismus seit dem 18. Jahrhundert stand unter direktem Einfluss der griechischen Antike.